# Esnault-Pelterie R.E.P. 2

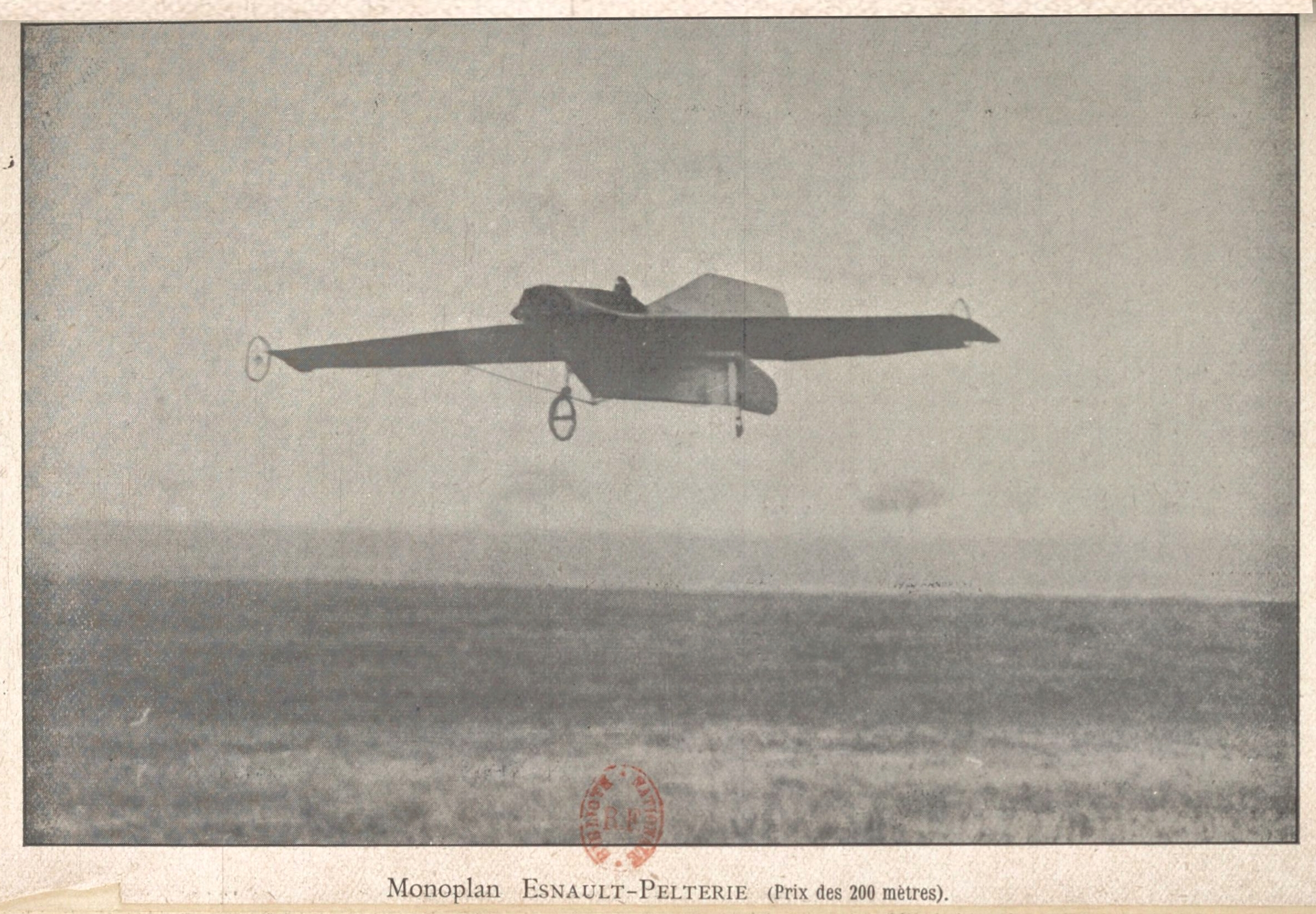
Esnault-Pelterie R.E.P. 2

Die Esnault-Pelterie R.E.P. 2 war ein früher französischer Eindecker von 1908.
Der Franzose Robert Esnault-Pelterie hatte bereits 1904 mit dem Nachbau von Wright-Gleitern experimentiert. Im Jahre 1907 begann er mit dem Bau seiner ersten Maschine, dafür konstruierte und baute er einen Esnault-Pelterie-Halbsternmotor mit 30 PS. Die R.E.P. 1 war ein Eindecker mit Zugpropeller, der am 22. Oktober 1907 erstmals flog.
Die R.E.P. 1 besaß kein Seitenleitwerk und war sehr instabil. Der weiteste Flug war rund 600 Meter. Esnault-Pelterie entschloss sich, die Maschine komplett zu überarbeiten, daraus entstand im Jahr 1908 die R.E.P. 2. Das Flugzeug bekam eine große Hecktragfläche, davor eine große vertikale Flosse mit Seitenruder. Die Steuerung um die Längsachse erfolgte über Flügelverwindungen. Zwei Räder waren an den Flügelenden befestigt, dazu ein zentrales Rad in der Mitte, sowie ein kleines Spornrad am Heck.
Am 8. Juni 1908 flog die R.E.P. 2 erstmals und dies über eine maximale Distanz von 1200 Metern. Am 18. Juni 1908 verunglückte Esnault-Pelterie mit seiner Maschine. Seit dieser Zeit flog er als Pilot nie wieder, nur noch als Passagier. Die R.E.P. 2 wurde weiter aerodynamisch verbessert und es entstand das Modell R.E.P 2-bis.
Die R.E.P 2-bis flog erstmals am 15. Februar 1909. Am 22. Mai flog die Maschine eine Strecke von acht Kilometer. Sie nahm danach auch an der Flugwoche in Reims 1909 teil, allerdings ohne größere Erfolge.
Das Flugzeug wurde bei der ersten Luftfahrtausstellung in Grand Palais in Paris ausgestellt.
Esnault-Pelterie gründete die Firma „R.E.P“, die später Eindecker für die französischen und türkischen Fliegertruppen im Ersten Weltkrieg lieferte.

## Technische Daten
| Kenngröße             | Daten Esnault-Pelterie R.E.P. 2-bis           |
| --------------------- | --------------------------------------------- |
| Besatzung             | 1                                             |
| Länge                 | 6,85 m                                        |
| Spannweite            | 9,60 m                                        |
| Höhe                  | 2,50 m                                        |
| Flügelfläche          | 15,75 m²                                      |
| Flügelstreckung       | 5,9                                           |
| Startmasse            | 420 kg                                        |
| Antrieb               | ein R.E.P.-7-Zylinder-Motor mit 35 PS (26 kW) |
| Höchstgeschwindigkeit | 80 km/h                                       |